# Episodi di Aqua Teen Hunger Force (nona stagione)

Immagine tratta dalla sigla della nona stagione di Aqua Teen Hunger Force.

La nona stagione della serie televisiva Aqua Teen Hunger Force, conosciuta anche come Aqua Something You Know Whatever, composta da 10 episodi, è stata trasmessa negli Stati Uniti, da Adult Swim, dal 24 giugno al 26 agosto 2012.
In Italia la stagione è stata interamente pubblicata il 1º febbraio 2018 su TIMvision.
| nº | Codice di produzione | Titolo originale           | Titolo italiano          | Prima TV USA   | Pubblicazione Italia |
| -- | -------------------- | -------------------------- | ------------------------ | -------------- | -------------------- |
| 1  | 1102                 | Big Bro                    | Una famiglia per Carl    | 24 giugno 2012 | 1º febbraio 2018     |
| 2  | 1101                 | Chicken and Beans          | Polpetta superstar       | 1º luglio 2012 | 1º febbraio 2018     |
| 3  | 1103                 | Shirt Herpes               | La maglietta stregata    | 8 luglio 2012  | 1º febbraio 2018     |
| 4  | 1105                 | Rocket Horse & Jet Chicken | Il copyright             | 15 luglio 2012 | 1º febbraio 2018     |
| 5  | 1106                 | The Granite Family         | L'età della pietra       | 22 luglio 2012 | 1º febbraio 2018     |
| 6  | 1107                 | Bookie                     | Le scommesse             | 29 luglio 2012 | 1º febbraio 2018     |
| 7  | 1104                 | Fightan Titan              | Il robot                 | 5 agosto 2012  | 1º febbraio 2018     |
| 8  | 1108                 | Buddy Nugget               | L'Amico Nugget           | 12 agosto 2012 | 1º febbraio 2018     |
| 9  | 1110                 | Zucotti Manicotti          | Zuccotti contro Zuccotti | 19 agosto 2012 | 1º febbraio 2018     |
| 10 | 1109                 | Totem Pole                 | Il concerto rock         | 26 agosto 2012 | 1º febbraio 2018     |

## Una famiglia per Carl
- Titolo originale: Big Bro
- Diretto da: Dave Willis e Matt Maiellaro
- Scritto da: Dave Willis e Matt Maiellaro

### Trama
Una piacevole avventura con una Milf rischia di trasformarsi in una tragedia per Carl. Infatti, dopo aver appreso di essere sul punto di diventare padre, si finge morto, ma il suo risveglio sarà piuttosto problematico.
- Guest star: Lisa Lampanelli (Darlene).
- Ascolti USA: telespettatori 1.246.000 – rating/share 18-49 anni[3].

## Polpetta superstar
- Titolo originale: Chicken and Beans
- Diretto da: Dave Willis e Matt Maiellaro
- Scritto da: Dave Willis e Matt Maiellaro

### Trama
Polpetta si esibisce per la prima come cantante e nonostante il tentativo di boicottaggio da parte dell’invidioso Frullo, ottiene, almeno inizialmente, un insperato successo di pubblico.
- Ascolti USA: telespettatori 1.068.000 – rating/share 18-49 anni[4].

## La maglietta stregata
- Titolo originale: Shirt Herpes
- Diretto da: Dave Willis e Matt Maiellaro
- Scritto da: Dave Willis e Matt Maiellaro

### Trama
Carl appioppa a Frullo una maglietta che, a suo dire, dovrebbe fornire a chi la indossa enormi poteri magici. Ma in realtà la maglietta procura all’ingenuo malcapitato solo una serie interminabile di guai.
- Ascolti USA: telespettatori 1.255.000 – rating/share 18-49 anni[5].
- Note: Questo è l'unico episodio della serie ad essere classificato TV-MA, per via dei suoi contenuti sessualmente espliciti[6].

## Il copyright
- Titolo originale: Rocket Horse & Jet Chicken
- Diretto da: Dave Willis e Matt Maiellaro
- Scritto da: Dave Willis e Matt Maiellaro

### Trama
Polpetta legge a Frullo un episodio di un romanzo a puntate scritto a mano da lui e Frullo ne approfitta per rubarglielo e tentare di pubblicarlo a suo nome.
- Guest star: George Lowe (Jet Chicken), Brett Gelman (Rocket Horse), Kyle Kinane (dottore), Walter Newman (se stesso).
- Ascolti USA: telespettatori 1.218.000 – rating/share 18-49 anni[7].

## L'età della pietra
- Titolo originale: The Granite Family
- Diretto da: Dave Willis e Matt Maiellaro
- Scritto da: Dave Willis e Matt Maiellaro

### Trama
Frullo sta seguendo senza molto entusiasmo un programma televisivo di cartoni animati ambientati nell’età della pietra. E questo sarà lo spunto per un viaggio a ritroso nel tempo che coinvolgerà lui e i suoi amici in un’altra pazzesca e paradossale avventura.
- Ascolti USA: telespettatori 1.334.000 – rating/share 18-49 anni[8].

## Le scommesse
- Titolo originale: Bookie
- Diretto da: Dave Willis e Matt Maiellaro
- Scritto da: Dave Willis e Matt Maiellaro

### Trama
Giornata nera per Frullo, il quale, preso dalla smania di scommettere su tutto, non ne azzecca una. Ad ogni scommessa persa viene letteralmente massacrato sia da Carl che da Dante, tra l’indifferenza di un Polpetta sempre più fortunato.
- Guest star: Steve Schirripa (Dante).
- Ascolti USA: telespettatori 1.195.000 – rating/share 18-49 anni[9].

## Il robot
- Titolo originale: Fightan Titan
- Diretto da: Dave Willis e Matt Maiellaro
- Scritto da: Dave Willis e Matt Maiellaro

### Trama
Paul sta distruggendo la città impazzito di gelosia e divorato dal sospetto che la sua amata lo tradisca con suo padre. Ma Fritto invita i suoi amici a collaborare alla ricostruzione di un gigantesco robot per tentare di neutralizzarlo.
- Ascolti USA: telespettatori 1.279.000 – rating/share 18-49 anni[10].

## L'Amico Nugget
- Titolo originale: Buddy Nugget
- Diretto da: Dave Willis e Matt Maiellaro
- Scritto da: Dave Willis e Matt Maiellaro

### Trama
Fritto mostra ai suoi amici la sua ultima invenzione e subito Frullo ne approfitta per sfruttare il nuovo personaggio, organizzandone un lancio sul mercato in grande stile allo scopo di arricchirsi. Ma ovviamente non tutto va per il verso giusto.
- Guest star: Kyle Kinane (Dott. Balthazar), Kurt Metzger (impersonatore di Flavor Flav).
- Ascolti USA: telespettatori 1.191.000 – rating/share 18-49 anni[11].

## Zuccotti contro Zuccotti
- Titolo originale: Zucotti Manicotti
- Diretto da: Dave Willis e Matt Maiellaro
- Scritto da: Dave Willis e Matt Maiellaro

### Trama
Polpetta è un ammiratore sfegatato del famoso personaggio televisivo Zuccotti Manicotti, ma a causa di uno scherzetto di Frullo si trova ad avere a che fare con due Zuccotti, di cui uno è sicuramente falso, e lui deve capire qual è quello vero.
- Guest star: Carl Jones (il vero Zucotti Manicotti), Kevin Gillespie (Crimson Tightwad).
- Ascolti USA: telespettatori 1.185.000 – rating/share 18-49 anni[12].

## Il concerto rock
- Titolo originale: Totem Pole
- Diretto da: Dave Willis e Matt Maiellaro
- Scritto da: Dave Willis e Matt Maiellaro

### Trama
Carl fa di tutto per convincere i suoi amici a partecipare al concerto rock dei Totem Pole, ma alla fine la sua si rivela un'idea tutt'altro che brillante.
- Guest star: Wolfchant (Totem Pole).
- Ascolti USA: telespettatori 1.305.000 – rating/share 18-49 anni[13].